# Chuck Taylor
Charles Hollis Taylor, besser bekannt als Chuck Taylor (* 24. Juni 1901 in Brown County, Indiana; † 23. Juni 1969 in Port Charlotte, Florida) war ein US-amerikanischer Basketballer, der durch den nach ihm benannten Basketballschuh noch heute bekannt ist.
Nachdem Taylor die High School beendet hatte, spielte er ab 1919 professionell Basketball. 1921 kontaktierte er die Firma Converse, um ihnen Verbesserungsvorschläge für ihre Schuhe zu machen, da seine Füße schmerzten. Daraus entwickelte sich eine Zusammenarbeit, die schließlich einige Jahre später dazu führte, dass Taylors Autogramm und Name auf den „All-Star“-Schuhen verwendet wurden. Im Zweiten Weltkrieg coachte Taylor ein Dienstbasketball-Team.
1969 wurde Chuck Taylor in die Naismith Memorial Basketball Hall of Fame aufgenommen, im selben Jahr starb er, im Alter von 67 Jahren. Bis kurz vor seinem Tod war er für die Firma Converse als Botschafter tätig.